# Fernando de Fuentes
Fernando de Fuentes (Veracruz, 13 december 1894 - Mexico-Stad, 4 juli 1958) was een Mexicaans regisseur, producent en scenarioschrijver.

## Biografie
De Fuentes werd geboren in 1894. Na zijn studies in New Orleans keerde hij terug naar Mexico, waar hij ten tijde van de Revolutie werkte voor Venustiano Carranza. Na zijn huwelijk in 1919 verhuisde hij opnieuw naar de Verenigde Staten. In 1932 maakte hij zijn eerste film. Begin jaren 30 maakte hij meerdere films per jaar. Zijn bekendste films zijn de trilogie die handelt over de Mexicaanse Revolutie: El Prisionere Trece uit 1933, El Compadre Mendoza uit 1934 en Vámonos con Pancho Villa uit 1936. Alla en el Rancho Grande uit 1938 won een prijs op het Filmfestival van Venetië.
De Fuentes overleed in 1958. Ook na zijn dood werden er nog films uitgebracht die door hem geschreven waren. De laatste film El Dinero Tiene Miedo kwam uit in 1970.
- Bibsys: 90723991
- Biblioteca Nacional de España: XX1482711
- Bibliothèque nationale de France: cb16204238j (data)
- Gemeinsame Normdatei: 1056559004
- International Standard Name Identifier: 0000 0000 7853 7810
- Library of Congress Control Number: no99038284
- Nationale Bibliotheek van Israël: 987007337059505171
- SNAC: w6654127
- Système universitaire de documentation: 13151217X
- Virtual International Authority File: 63642359
- WorldCat: E39PBJm4XP7kJVt7ftjp8B6kDq